# جيليان هيرفي
جيليان هيرفي (بالإنجليزية: Jillian Hervey)‏ هي راقصة ومغنية وممثلة أمريكية، ولدت في 19 يونيو 1989.

## وصلات خارجية
- جيليان هيرفي على موقع IMDb (الإنجليزية)
- جيليان هيرفي على موقع ميوزك برينز (الإنجليزية)
- جيليان هيرفي على موقع ديسكوغز (الإنجليزية)